# はりまりょう
はりま りょうは、日本の手書きPOPライター。

## 概要
- 川口市立川口高等学校、東京理科大学卒業[1]。

- 書店員として働く前はテレビ番組のADとして番組制作に携わっていた[2]。

- 2006年から秋葉原のコミック専門店の店員として本棚の整理やレジ業務、POP制作をしていた[2][3]。個性的なPOP広告が街の情報媒体に掲載されたことから上司を始めとして社内で高く評価され、2013年から手書きPOP広告専門のライターという専門職に転向[2][3][4]。さらに、漫画家や出版社などからの直接依頼を受けることもあり、仕事以外の企画で広辞苑や週刊誌、写真集などのPOPを作成してきた実績を持つ[2][4]。
- 書くPOP広告は基本的に文字のみで構成されており、色やペンを効果的に使い分けるなどの工夫をしている[4]。

- 1日に10点から20点のPOP広告の制作をしたことがあり、現在までに2万枚以上のPOP広告を作成している[3][4]。

現在は雑誌やテレビ番組やウェブサイトなどのメディア系、飲食店などの店舗から依頼されたPOP制作を行っている。また、気になる新作漫画をPOPにして紹介する「マンガPOP横丁」という企画がダ・ヴィンチWebにて連載していた。2023年2月より電子マンガアプリ『めちゃコミック』の手書きPOP担当に就任したことを発表した。

## POPを用いた連載・担当

### アプリ
- めちゃコミック（手書きPOP担当 2023年2月～）

### ウェブサイト
- マンガPOP横丁（ダ・ヴィンチWeb 2020年3月27日～2022年7月29日まで連載。全117回。）

## 主な制作実績
書籍関連では主にコミックスのPOPを制作をしているが、店舗のチラシやメニューなどの制作も行っている。

### コミックス

#### 2015年
- 背すじをピン！と～鹿高競技ダンス部へようこそ～（横田卓馬／ジャンプ・コミックス）※出版社非公式

#### 2017年
- さめない街の喫茶店（はしゃ／イースト・プレス）

### ライトノベル

#### 2018年
- Walhalla《ワルハラ》-e戦場の戦争芸術-（柳内たくみ、ヨシモト：イラスト／ブレイブ文庫）※帯形式

#### 2019年
- 天才王子の赤字国家再生術～そうだ、売国しよう～（鳥羽徹、ファルまろ：イラスト／GA文庫）

### 書籍

#### 2018年
- 瑕疵借り（松本圭祐／講談社文庫）
- 明治維新という過ち・完結編 虚像の西郷隆盛 虚構の明治150年（原田伊織／講談社文庫）

### 舞台

#### 2018年
- スクランブルMAC Vol.3「ストーリー・セラー」

### その他

#### 2020年
- 第6回 次にくるマンガ大賞 協力店用公式POP

## メディア掲載と出演番組の経歴
主に企画協力として、オリジナルPOPを制作。またマンガに関するコラムの寄稿や、POPに関する監修もしている。

### ニュースサイト
- しらべぇ（2016年5月23日、2016年7月20日掲載）
- withnews（2017年5月17日、2020年5月27日掲載）
- マナトピ（ユーキャン 2019年8月20日掲載）

### 雑誌
- 女性セブン（小学館 2017年7月13日号）
- 月刊 宣伝会議（宣伝会議 2020年9月号）
- コミック百合姫（一迅社 2021年7月号『百合好きの本屋さん』）※コラムのみ
- 週刊朝日（朝日新聞出版 2021年10月1日号『最後の読書』）※コラムのみ

### テレビ番組
- それって！？実際どうなの課（中京テレビ 2019年8月14日放送）
- 気づきの扉（テレビ朝日 2020年9月18日放送）
- 乃木坂46弓木奈於とやみつきちゃん（ひかりTV 2022年9月17日配信）

### その他
- なぜPOP広告が必要なの？ 伝わる「POP広告」を作るための手順とコツ（Adobe 2020年）※監修